# 宮怨吟曲
宮怨吟曲（越南语：／）是越南後黎朝詩人阮嘉韶的代表作品，為雙七六八體，用喃字寫成。詩中大量援引中國歷史典故，又結合越南本地的典故和俗語，以第一人稱的口吻，講述一位才色雙全的宮女在宮中受到冷落，並遺恨終生的故事。